# 延社郡
延社郡（ヨンサぐん）は、朝鮮民主主義人民共和国咸鏡北道に属する郡。

## 地理
咸鏡北道の中西部に位置する山間部の郡で、豆満江の支流である延面水の流域である。郡の東南部には咸鏡山脈の最高峰・冠帽山（2541m）がある。
東に茂山郡・鏡城郡、南に漁郎郡、西に両江道大紅湍郡・白岩郡に隣接する。

## 行政区画
1邑・1労働者区・10里を管轄する。
- 延社邑（ヨンサウプ）
- 新陽労働者区（シニャンノドンジャグ）
- 広陽里（クァンヤンニ）
- 南作里（ナムジャンニ）
- 蘆坪里（ロピョンニ）
- 三浦里（サンポリ）
- 三下里（サマリ）
- 石水里（ソクスリ）
- 新北里（シンブンニ）
- 新章里（シンジャンニ）
- 延水里（ヨンスリ）
- 八所里（パルソリ）

## 歴史
延社郡は1952年に新設された郡で、それまでは茂山郡の一部（延社面ほか）であった。

### 年表
この節の出典
- 1952年12月 - 郡面里統廃合により、咸鏡北道茂山郡延社面および三長面の一部地域をもって、延社郡を設置。延社郡に以下の邑・里が成立。(1邑16里)
  - 延社邑・新興一里・新興二里・新章里・八所里・南作里・新陽里・三浦里・石水里・三上里・農事里・新徳里・柳谷里・新北里・広陽里・蘆坪里・三下里
- 1953年12月 (1邑6労働者区11里)
  - 茂山郡延水里を編入。
  - 新興一里が新興労働者区に昇格。
  - 新徳里が新徳労働者区に昇格。
  - 農事里が駕洞労働者区に昇格。
  - 三上里が三上労働者区に昇格。
  - 柳谷里の一部が分立し、柳谷労働者区が発足。
  - 新興二里および柳谷里の残部が合併し、老隠山労働者区が発足。
- 1954年10月 (1邑5労働者区13里)
  - 柳谷労働者区が三上労働者区、両江道普天郡独山労働者区に分割編入。
  - 茂山郡三長里、両江道三社郡円峯里を編入。
  - 新北里の一部が三下里に編入。
  - 三下里の一部が茂山郡臨江里に編入。
- 1961年3月 (1邑1労働者区11里)
  - 新陽里が新陽労働者区に昇格。
  - 新徳労働者区・駕洞労働者区・新興労働者区・三上労働者区・老隠山労働者区が新設の両江道三池淵郡に編入。
  - 円峯里の一部が蘆坪里・広陽里に分割編入。
  - 円峯里の残部が両江道白岩郡に編入。
  - 両江道白岩郡楡坪里の一部が広陽里に編入。
- 1967年10月 - 広陽里の一部が両江道白岩郡円峯里と合併し、円峯労働者区が発足。(1邑2労働者区11里)
- 1978年8月 (1邑1労働者区10里)
  - 三長里および三下里・円峯労働者区の各一部が新設の両江道大紅湍郡に編入。
  - 円峯労働者区の残部が蘆坪里に編入。

## 交通

### 鉄道
- 白茂線
  - 羅跡駅 - 新陽駅 - 小桃駅 - 延社駅 - 延水駅